# Woryty
Woryty (niem. Woritten) – wieś w Polsce położona w województwie warmińsko-mazurskim, w powiecie olsztyńskim, w gminie Gietrzwałd. W latach 1975–1998 miejscowość administracyjnie należała do województwa olsztyńskiego.
Wieś warmińska, położona 2 km na północny zachód od Gietrzwałdu, znanego z gotyckiego sanktuarium maryjnego, położonego między Olsztynem, Olsztynkiem, Ostródą i Morągiem. Wieś liczy obecnie około 300 mieszkańców. Większość z nich pochodzi z miast, w większości dojeżdżają do pracy w Olsztynie. We wsi funkcjonują gospodarstwa rolnicze prowadzone przez rodowitych mieszkańców.
Wieś położona w pagórkowatym krajobrazie polodowcowym z licznymi jeziorami (15 w bliskiej okolicy), otoczona jest lasami i łąkami. W okolicy znajdują się również tereny podmokłe, które są pozostałością po dawnym jeziorze (osuszone). W okolicznych lasach spotkać można jelenie, dziki, lisy, zające. Nad krętą rzeką Pasłęką osiedliły się bobry (utworzono tu Rezerwat przyrody Ostoja bobrów na rzece Pasłęce). Na bagnach spotyka się czaple, żurawie, dzikie gęsi, a w jeziorach: kormorany, nury, kaczki. W okolicy spotkać można bielika, rybołowa, pustułkę czy kruka.
We wsi jest świetlica Ochotniczej Straży Pożarnej, która funkcjonuje również jako obiekt społeczno-kulturalny. W Worytach powstało też Stowarzyszenie Rzeczy Zapomnianych, najpierw zainicjowane jako współpraca sąsiedzka. Zorganizowano wystawę pamiątkowych kronik, zeszytów szkolnych, urządzeń gospodarstwa domowego, mebli oraz dawnych i współczesnych zdjęć. Stary, duży dom opisany przez Wańkowicza w książce „Na tropach Smętka” to budynek zamieszkiwany kolejno przez Warmiaków, Niemców i Polaków. Dom ten został odbudowany z ruiny przez Teresę i Adama Kochanowskich.

## Historia
Wieś została założona w 1345 roku jako typowa ulicówka. Dokument lokacyjny pochodzi z dnia 15 lipca 1347 roku i był jednym z pierwszych, jakie wystawiła kapituła warmińska w komornictwie olsztyńskim. Niemiecka nazwa wsi brzmi Woritten. Według dokumentu lokacyjnego z 1347 r., kapituła warmińska nadała 50 włók w pobliżu rzeki Pasłęki na południowy zachód od jeziora Gilbing (Giłwa / Jezioro Rentyńskie) – w pruskim polu osadniczym o nazwie Gudikus, celem założenia wsi na prawie chełmińskim. 6 włók otrzymali sołtysi: Jannestinten i Sageden. W 1594 r. wydano przywilej lokacyjny dla karczmy w Worytach.

### Urodzeni w Worytach
- Barbara Samulowska (1865–1950) – polska zakonnica, szarytka, misjonarka;
- Antoni Bolesław Lewandowski (1892–1943) – endecki poseł na Sejm RP II i III kadencji w latach 1928–1935;
- Juliusz Malewski (1899–1981) – działacz narodowy, społeczny i polityczny na Warmii, poseł na Sejm PRL I, III, IV i V kadencji.

## Zabytki i atrakcje turystyczne
- liczne kapliczki przydrożne (w samej wsi 6);
- krzyż św. Rocha (z legendą o uzdrawianiu chorych zwierząt);
- kapliczka położona w lesie, pochodząca z 1874 r.;
- szkoła polska i niemiecka (dwa zabytkowe budynki, które zostały zaadaptowane na cele mieszkalne);
- niewielka dzwonnica umiejscowiona przy wjeździe do miejscowości;
- ścieżka rowerowa stanowiąca część czerwonego szlaku łączącego Gietrzwałd z Nowym Młynem;
- doroczne święto Woryt w pierwszą sobotę po 16 sierpnia (Dniu Świętego Rocha) z uroczystą mszą świętą.

We wsi znajduje się zabudowa charakterystyczna dla regionu Warmii. Pierwotne, historyczne budynki są zbudowane z czerwonej cegły oraz mają skośne dachy pochylone pod kątem 45 stopni, pokryte czerwoną dachówką ceramiczną. Najczęściej budynki te są ustawione kalenicami do drogi. Otwory okienne są zwieńczone odcinkiem łuku, odwzorowanym w licu ściany układem cegieł.